# برلینگتون (کنتیکت)
برلینگتون (به انگلیسی: Burlington) یک منطقهٔ مسکونی در ایالات متحده آمریکا است که در کنتیکت واقع شده‌است. برلینگتون ۷۸٫۸ کیلومتر مربع مساحت و ۹٬۵۱۹ نفر جمعیت دارد و ۲۶۹ متر بالاتر از سطح دریا واقع شده‌است.